# Hindustan Contessa
O Hindustan Contessa é um automóvel que foi fabricado pela Hindustan Motors (HM) da Índia de 1984 a 2002. Foi baseado no Vauxhall Série VX de 1976 a 1978, ele próprio um desenvolvimento do Vauxhall Victor FE. Quando introduzido em 1983, foi um dos poucos carros de luxo fabricados na Índia no mercado. Um de seus poucos concorrentes internos foi o Standard 2000 de curta duração que foi baseado no Rover SD1 e o Premier 118 NE que foi baseado no Fiat 124. O Contessa foi uma escolha popular entre funcionários do governo. Foi apelidado de "O Benz Indiano" devido ao seu luxo e conforto premium.

## História
No final da década de 1970, a HM estava pronta para introduzir um carro mais moderno no mercado indiano após ter produzido o antigo Ambassador por três décadas. Eles foram bem-sucedidos em adquirir as ferramentas de produção e a tecnologia do Vauxhall Série VX, um carro que foi descontinuado no Reino Unido em 1978. A linha de produção foi montada ao lado do Ambassador em Uttarpara, perto de Calcutá, e os primeiros carros de teste estavam prontos em 1982. A produção em série estava em andamento na primavera de 1984.
Para manter os custos de desenvolvimento sob controle, o HM Contessa foi introduzido no mercado indiano com o motor BMC Série B de 1,5 L e 50 cv, que também impulsionava o Ambassador, em uma forma ligeiramente modificada, juntamente com a caixa de câmbio Hindustan de quatro marchas, ambas do início dos anos 1950. O Contessa foi, portanto, um carro introduzido em 1984 com uma carroceria de 1970 e motor e caixa de câmbio de 1950. A imprensa estava otimista sobre o interior espaçoso e o passeio luxuoso, mas foi crítica sobre o motor grosseiramente subpotente e a caixa de câmbio igualmente primitiva. A velocidade máxima era de apenas 125 km/h, embora também houvesse uma versão com maior compressão de 8,3:1 que oferecia 54 cv.

### Era do motor Isuzu

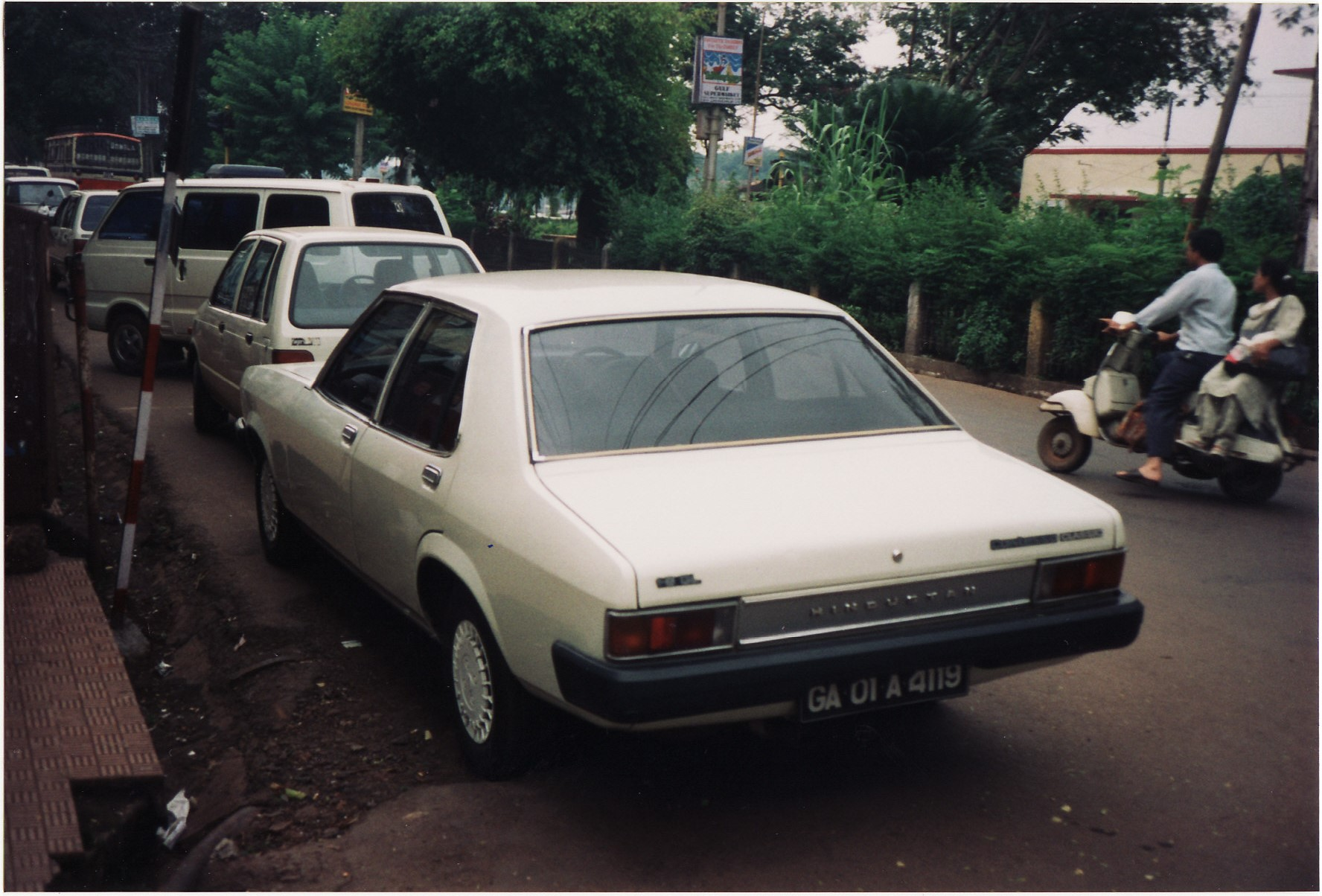
Traseira de um Contessa Classic 1.8 GL

No final dos anos 1980, a Hindustan se uniu à Isuzu do Japão e começou a fabricar seu motor a gasolina 1.8 L 4ZB1 e caixa de câmbio de cinco marchas correspondente para instalação no Contessa. O novo carro foi chamado de Contessa Classic com os distintivos emblemas "CLASSIC" e "1.8GL" na tampa do porta-malas. O carro com motor Isuzu rapidamente substituiu o modelo com motor BMC, que foi descontinuado em pouco tempo. O carro atingiu uma velocidade máxima aumentada de cerca de 160 km/h.
Embora o Contessa tenha sido baseado em um design dos anos 1970, o interior era silencioso e os assentos eram considerados extremamente confortáveis. O design básico do Contessa permaneceu o mesmo durante toda a sua vida, embora a HM tenha feito pequenas atualizações ao longo da vida do modelo, como uma grade revisada durante os anos 1990. Vários recursos como injeção eletrônica, vidros elétricos, direção hidráulica, para-choques maiores, faróis atualizados, ar condicionado, etc., foram introduzidos em fases para manter o carro atraente para o cliente premium.
Na década de 1990, a Hindustan começou a fabricar o motor a diesel Isuzu 4FC1 de 2,0 L que veio a equipar o Contessa Diesel. Uma versão turbo diesel foi introduzida alguns anos depois.
No entanto, após o advento de carros mais modernos da GM, Ford, Fiat, Tata, etc., a demanda pelo Contessa começou a diminuir. A Maruti Suzuki havia conquistado a maior parte do mercado e a intensa competição entre os novos fabricantes de automóveis trouxe carros modernos e econômicos para o mercado indiano no final dos anos 1990. O aumento constante dos preços da gasolina foi o último prego no caixão do agora comparativamente sedento Contessa, que foi descontinuado em 2002. Perto do fim da produção, havia três versões deste carro; o 1.8 GLX (Isuzu gasolina), 2.0 DLX (Isuzu diesel) e 2.0 TD (Isuzu turbo diesel).

## Especificações
As especificações do Contessa com motor a gasolina são as seguintes:

### Motor (1800 Isuzu)
- Tipo: Quatro em linha, SOHC com carburador. MPFI a partir de 2000, quando novas normas de poluição entraram em vigor, exigindo injeção eletrônica
- Combustível: Gasolina
- Capacidade: 1.8 L
- Diâmetro/curso: 84/82 mm
- Taxa de compressão: 8,5:1
- Potência máxima: 86 cv a 5.000 rpm para motores montados totalmente importados; 74 cv para motores posteriores montados localmente pela Hindustan Motors
- Torque máximo: 135 N⋅m a 3.000 rpm
- Refrigeração: Resfrigerado a água